# Corgatha minuta
Corgatha minuta är en fjärilsart som beskrevs av Bethune-Baker 1906. Corgatha minuta ingår i släktet Corgatha och familjen nattflyn. Inga underarter finns listade i Catalogue of Life.